# Якоб фон Варт
Якоб фон Варт (на немски: Jakob von Wart(e), доказан от 1274 до 1331 г.) е минезингер от род Фрайхерен фон Варт от днешния кантон Цюрих, Швейцария.

## Биография
В Codex Manesse са запазени негови 6 песни (5 любовни песни и 1 дневна песен). Якоб е до 1295 г. собственик и управител на Майерхоф и на съда във Вайах. Той е брат на Рудолф фон Варт, който през 1308 г. участва в убийството на крал Албрехт I. Затова неговият замък Варт при Нефтенбах е подпален и той тряба години наред да живее в селска колиба.